# Be a Man
Be a Man è l'ultimo singolo del gruppo alternative rock delle Hole, prima del loro primo scioglimento del 2002.

## Il brano
Il brano è stato scritto dalla leader della band Courtney Love e dal chitarrista Eric Erlandson, con il contributo di Billy Corgan degli Smashing Pumpkins. Pubblicato nel 2000, in realtà è stato registrato durante le sessioni dell'album Celebrity Skin nel 1997. È stato realizzato come singolo con due A-side, l'altra traccia è dei P.O.D, utilizzate nella colonna sonora del film Any Given Sunday con Al Pacino. È stato l'ultimo singolo della band per dieci anni fino a Skinny Little Bitch, pubblicato nel 2010.

## Video
Il video musicale del brano, diretto da Joseph Kahn, mostra Courtney Love, con i capelli azzurri e con un vestito dello stesso colore, su un campo di football americano durante una partita sotto la pioggia. Questo è il primo video delle Hole in cui non compare anche Eric Erlandson, l'unico altro membro rimasto nella band in quel momento.

## Tracce
CD singolo Europa
1. Be a Man (versione radio) – 3:18
2. Be a Man (versione album) – 3:18
3. Whatever It Takes (P.O.D.) – 4:02

## Formazione
Hanno partecipato alle registrazioni, secondo le note dell'album:
- Courtney Love – voce, chitarra
- Eric Erlandson – chitarra
- Melissa Auf der Maur – basso, cori
- Patty Schemel – batteria